# Kutnohorsko-poděbradský vikariát
Kutnohorsko-poděbradský vikariát je jedním ze 14 vikariátů královéhradecké diecéze. Je tvořen 23 farnostmi na území okresů Kutná Hora, Nymburk a Kolín při západní hranici diecéze, jeho východní hranice sousedí s šesti vikariáty - jičínským, královéhradeckým, pardubickým, chrudimským, havlíčkobrodským a humpoleckým.

## Ustanovení vikariátu
- Mgr. Pavel Tobek – okrskový vikář
- Mgr. Dmytro Romanovský – sekretář vikariátu
- Mgr. Bc. Michal Šramko, DiS.art – kaplan pro mládež
- Mgr. Petr Tobek – výpomocný duchovní
- Helena Horáková – vikariátní účetní
- Yvetta Šléglová – stavební technička

## Farnosti a kostely vikariátu
| Farnost               | Správce                                                        | Další duchovní ve farnosti                                                                                 | Farní kostel                                           | Další kostely |
| --------------------- | -------------------------------------------------------------- | --- | ------------------------------------------------------ | --- |
| Bohdaneč u Zbraslavic | P. Damián Kristián Vrchovský, OPraem. administrátor excurrendo | | Kostel Zvěstování Páně                                 | - Kostel svatého Matouše (Michalovice) - Kostel Navštívení Panny Marie (Třebětín) |
| Bykáň                 | ThLic. Vladislav Brokeš, Ph.D. administrátor excurrendo        | | Kostel Nanebevzetí Panny Marie                         | - Kostel svatého Ondřeje (Chlístovice) - Kostel svatého Jana Křtitele (Kluky) - Kostel svaté Markéty (Křesetice) - Kostel svatého Václava (Malešov) |
| Čáslav                | Mgr. Dmytro Romanovský děkan                                   | Mgr. Terezie Macková katechetka Bc. Terezie Tichá, DiS. pastorační asistentka                              | Děkanský kostel svatého Petra a Pavla, apoštolů        | - Kostel svatého Bonifáce (Čáslav) - Kostel svaté Alžběty (Čáslav) - Kostel svatého Václava (Krchleby) - Kostel Všech svatých (Dolní Bučice) |
| Červené Janovice      | P. Damián Kristián Vrchovský, OPraem. administrátor excurrendo | | Kostel svatého Martina, biskupa                        | - Kostel Narození Panny Marie (Vilémovice) - Kostel svatého Václava (Petrovice I) |
| Chotusice             | Mgr. Dmytro Romanovský administrátor excurrendo                | | Kostel svatého Václava, mučedníka                      | - Kostel svaté Máří Magdalény (Rohozec) - Kostel svatého Marka (Žehušice) |
| Konárovice            | P. Mgr. Radosław Deręgowski, MSF administrátor excurrendo      | | Kostel Povýšení svatého Kříže                          | - Kostel Navštívení Panny Marie (Veletov) |
| Kutná Hora            | ThLic. Vladislav Brokeš, Ph.D. arciděkan                       | Mgr. Bc. Michal Šramko, DiS.art farní vikář Mgr. Jaroslav Bouška sekretář farnosti                         | Arciděkanský kostel svatého Jakuba Staršího, apoštola  | - Kostel Nanebevzetí Panny Marie (Grunta) - Kostel Nejsvětějšího Srdce Ježíšova (Kutná Hora) - Kostel Matky Boží, Panny Marie, Na Náměti - Katedrála svaté Barbory - Kostel svatého Jana Nepomuckého (Kutná Hora) - Kostel Nejsvětější Trojice (Kutná Hora) - Kostel Všech svatých (Žižkov) |
| Kutná Hora – Sedlec   | Mgr. Pavel Tobek děkan-farář                                   | | Kostel Nanebevzetí Panny Marie a svatého Jana Křtitele | - Kostel svatého Vavřince (Církvice) - Kostel svatého Jakuba Staršího (Jakub) - Kostel svatého Vavřince (Kaňk) - Kostel svatého Štěpána (Malín) - Kostel Všech svatých (Sedlec) - Kostel svaté Anny (Nové Dvory) - Kostel svatého Martina (Nové Dvory) - Kostel svatého Mikuláše (Svatý Mikuláš, okres Kutná Hora)                                                                                               |
| Libice nad Cidlinou   | ICLic. Mgr. Petr Kubant administrátor excurrendo               | | Kostel svatého Vojtěcha, biskupa a mučedníka           | |
| Městec Králové        | P. Mgr. Lic. Ryszard Boćkowski, MSF farář                      | Hana Novotná pastorační asistentka                                                                         | Kostel svaté Markéty, panny a mučednice                | - Kostel Narození Panny Marie (Běrunice) - Kostel svatého Václava (Činěves) - Kostel Zvěstování Páně (Dymokury) - Kostel Rozeslání svatých apoštolů (Chotěšice) - Kostel Nanebevzetí Panny Marie (Chroustov) - Kostel svatého Petra a Pavla (Kněžice) - Kostel svatého Martina (Sloveč) - Kostel Panny Marie Sedmibolestné (Střihov) - Kostel svatého Leonarda (Úmyslovice) - Kostel svatého Matouše (Záhornice) |
| Ohaře                 | P. Mgr. Radosław Deręgowski, MSF administrátor excurrendo      | | Kostel svatého Jana Nepomuckého                        | |
| Poděbrady             | ICLic. Mgr. Petr Kubant probošt                                | Ing. Renata Brejlová stavební technička a pastorační asistentka Bc. Andrea Rožánková pastorační asistentka | Proboštský kostel Povýšení svatého Kříže               | - Kostel Nanebevzetí Panny Marie (Kostelní Lhota) - Kostel svatého Václava (Kovanice) - Kostel svatého Vavřince (Pátek) |
| Sány                  | P. Mgr. Radosław Deręgowski, MSF administrátor excurrendo      | | Kostel svatého Ondřeje, apoštola                       | |
| Třebonín              | ThLic. Vladislav Brokeš, Ph.D. administrátor excurrendo        | | Kostel svatého Matouše, apoštola a evangelisty         | - Kostel svatého Jana Křtitele (Nová Lhota) - Kostel svatého Jakuba Staršího (Paběnice) |
| Týnec nad Labem       | P. Mgr. Radosław Deręgowski, MSF farář                         | | Děkanský kostel svatého Jana Křtitele                  | - Kostel svatého Petra a Pavla (Kojice) - Kostel Nejsvětější Trojice (Lipec) - Kostel Panny Marie Bolestné (Týnec nad Sázavou) |
| Vrbice                | ICLic. Mgr. Petr Kubant administrátor excurrendo               | | Kostel svatého Havla, opata                            | - Kostel svatého Cyrila a Metoděje (Opočnice) - Kostel svatého Bartoloměje (Podmoky) |
| Záboří nad Labem      | Mgr. Pavel Tobek administrátor excurrendo                      | | Kostel svatého Prokopa, opata                          | - Kostel svaté Kateřiny (Svatá Kateřina, okres Kutná Hora) |
| Zbraslavice           | P. Damián Kristián Vrchovský, OPraem. farář                    | | Kostel svatého Vavřince, jáhna a mučedníka             | - Kostel svatého Jiří (Pertoltice) - Kostel svatého Petra a Pavla (Slavošov) |
| Zbyslav               | Mgr. Josef Pikhart administrátor excurrendo                    | | Kostel Nejsvětější Trojice                             | - Kostel svatého Václava (Bílé Podolí) - Kostel Nanebevzetí Panny Marie (Starkoč) |
| Zbýšov v Čechách      | Mgr. Dmytro Romanovský administrátor excurrendo                | | Kostel Narození svatého Jana Křtitele                  | - Kostel svatého Václava (Dobrovítov) - Kostel svaté Anny (Klucké Chvalovice) - Kostel svatého Prokopa (Nová Ves u Leštiny) - Kostel Navštívení Panny Marie (Šebestěnice) - Kostel Všech svatých (Kozohlody) - Kostel svatého Jakuba Staršího (Vlkaneč) |
| Žehuň                 | ICLic. Mgr. Petr Kubant administrátor excurrendo               | | Kostel svatého Gotharda, biskupa                       | - Kostel Narození Panny Marie (Choťovice) |
| Žiželice              | P. Mgr. Radosław Deręgowski, MSF administrátor excurrendo      | | Kostel svatého Prokopa, biskupa                        | - Kostel svatého Havla (Rasochy) |
| Žleby                 | Mgr. Josef Pikhart farář                                       | | Kostel Narození Panny Marie                            | - Kostel svatého Václava (Bratčice) - Kostel svatého Václava (Horky) - Kostel Navštívení Panny Marie (Kamenné Mosty) - Kostel svaté Kateřiny (Licoměřice) - Kostel svatého Bartoloměje (Okřesaneč) - Kostel svatého Gotharda (Potěhy) - Kostel Nanebevzetí Panny Marie (Schořov) - Kostel svatého Václava (Přibyslavice)                                                                                         |

## Zaniklé farnosti
V rámci reformy církevní správy byly ve vikariátu od roku 2003 některé farnosti slučovány:
- 31. prosince 2003 byly farnosti Církvice,[49] Kutná Hora – Kaňk[50] a Nové Dvory[51] sloučeny s farností Kutná Hora – Sedlec

- 1. ledna 2007 byly farnosti Kluky u Čáslavi[52] a Křesetice[53] sloučeny s farností Bykáň, farnost Grunta[54] byla sloučená s arciděkanstvím Kutná Hora
- 1. ledna 2008 byly farnosti Dolní Bučice[55] a Krchleby[56] sloučeny s děkanstvím Čáslav, farnost Vlkaneč[57] byla sloučená s farností Zbýšov v Čechách
- 1. ledna 2009 byly farnosti Běrunice[58] a Činěves[59] sloučeny s farností Městec Králové a farnost Potěhy[60] s farností Žleby
- 1. ledna 2010 byly farnosti Dymokury – expozitura,[61] Chotěšice,[62] Kněžice[63] a Úmyslovice[64] sloučeny s farností Městec Králové
- 1. července 2021 byly farnosti Kostelní Lhota[65] a Kovanice[66] sloučeny s proboštstvím Poděbrady
- 1. ledna 2025 byla farnost Pertoltice[67] sloučená s farností Zbraslavice